# Dusios
En el idioma galo, Dusios  era un ser divino entre los celtas continentales que se identificaba con el dios Pan de la antigua religión griega y con los dioses Fauno, Ino, Silvano e Íncubos de la antigua religión romana. . Como estas deidades, él podría ser visto como de naturaleza múltiple, y referido en plural ( dusioi ), más comúnmente en latín como dusii . Aunque Dusios no se describe en fuentes de la antigüedad tardía independientemente de las deidades griegas y romanas, su funcionalidad común radica en su capacidad para fecundar animales y mujeres, a menudo por sorpresa o por la fuerza. Los dusii continúan desempeñando un papel en los sistemas de creencias mágico-religiosas de la Galia y Francia como un tipo de íncubo en el paganismo y el cristianismo de la Alta Edad Media .

## En Agustín e Isidoro

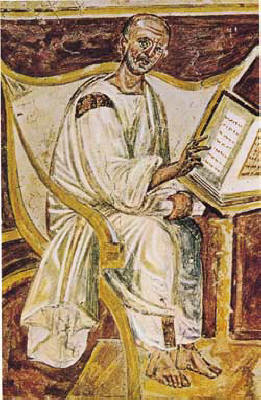
San Agustín en un retrato del siglo VI

Las referencias a los dusii aparecen en los escritos de los Padres de la Iglesia, donde son tratados como demonios . Los primeros escritores cristianos todavía consideraban a las religiones tradicionales de la antigüedad como potentes sistemas de creencias en competencia. En lugar de negar la existencia de dioses rivales, a menudo buscaban demostrar su naturaleza inferior a través de argumentos teológicos, burlas o demonización. San Agustín menciona el dusii en un pasaje en el que critica la creencia de que, al principio de la historia de la humanidad, los ángeles podían tener relaciones sexuales corporales con mujeres mortales, engendrando la raza de gigantes o héroes . Agustín redefine las creencias tradicionales dentro de un marco cristiano, y en este pasaje no hace una distinción firme entre la naturaleza esencial de los ángeles y los demonios:

A menudo se oye hablar, cuya fiabilidad no debe ponerse en duda, ya que una serie de personas que saben por su propia experiencia o la de otros lo confirman que Silvano y Pan, comúnmente llamados íncubos, a menudo se les han aparecido a las mujeres como hombres malvados., tratando de dormir con ellos y teniendo éxito. Estos mismos demonios, a quienes los galos llaman Dusii, están implacablemente comprometidos con esta profanación, intentando y logrando tantas cosas de ese tipo que negarlo parecería descarado. Con base a esto, no me atrevo a arriesgarme a hacer una afirmación definitiva sobre si puede haber algunos espíritus, aéreos en sustancia (porque esta sustancia, cuando es puesta en movimiento por un ventilador, se percibe como sensación dentro del cuerpo y como tacto), que toman forma corporal e incluso experimentan este deseo sexual, para que, por cualquier medio que puedan, se mezclen sensualmente con las mujeres. Pero que los santos ángeles de Dios de ninguna manera cayeron de la misma manera durante esa era, eso creo.
Isidoro de Sevilla se hace eco de Agustín, pero amplía las identificaciones con otras figuras divinas:
Los 'peludos' (pilosi)  se llaman en griego Pan, en latín Incubi, o Inui por su entrada ( ineundo ) con animales por todas partes. De ahí que también se les llame así Incubi porque les incumbe el sexo ilícito. Porque a menudo los malvados también llegan a la presencia de mujeres y logran dormir con ellas. Los galos llaman a estos demonios Dusii, porque seducen sin descanso.
Isidoro parece estar tratando de derivar dusius del adverbio adsidue, "persistentemente, diligentemente, constantemente". La palabra puede estar relacionada con Tusse escandinavo, " hada ". Es más probable que esté relacionado con un campo semántico de palabras indoeuropeas, algunas de las cuales significan "fantasma, vapor", como por ejemplo el lituano dvãse, "espíritu, fantasma"  y dùsas, "vapor"; y otros que significan "furia" (en irlandés antiguo dás-, "estar en una furia"), particularmente en un sentido divino, como el griego thuia, " bacchante " y el latín furiae (las Furias ). También es posible, pero menos probable, que la palabra sea una nominalización del prefijo galo dus-, "malo" (cf. Griego dys- ). Whitley Stokes conectó el dusii con el eslavo dusi ("espíritus"), dusa ("alma"), dusmus ("diablo"). Muchos estudiosos derivan de dusios la palabra bretona duz, un tipo de hada, duende o cambiante . A veces se ha propuesto a Duz como el origen del deuce como nombre de " diablo " en la expresión "¡Qué diablos !" 

## Asociaciones agrícolas

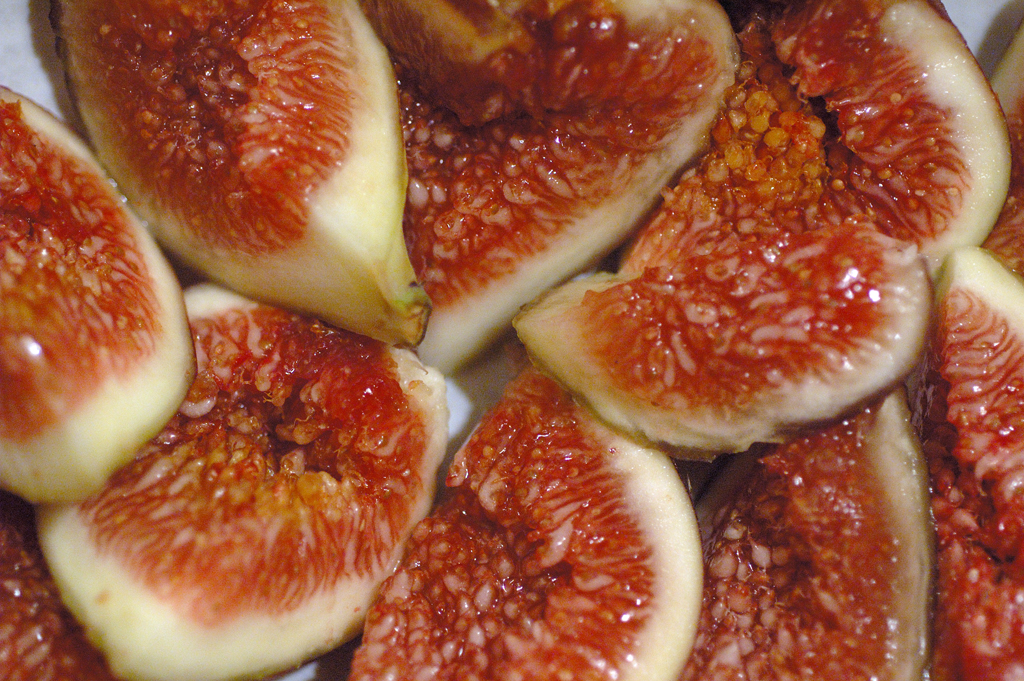
Higos, interior expuesto

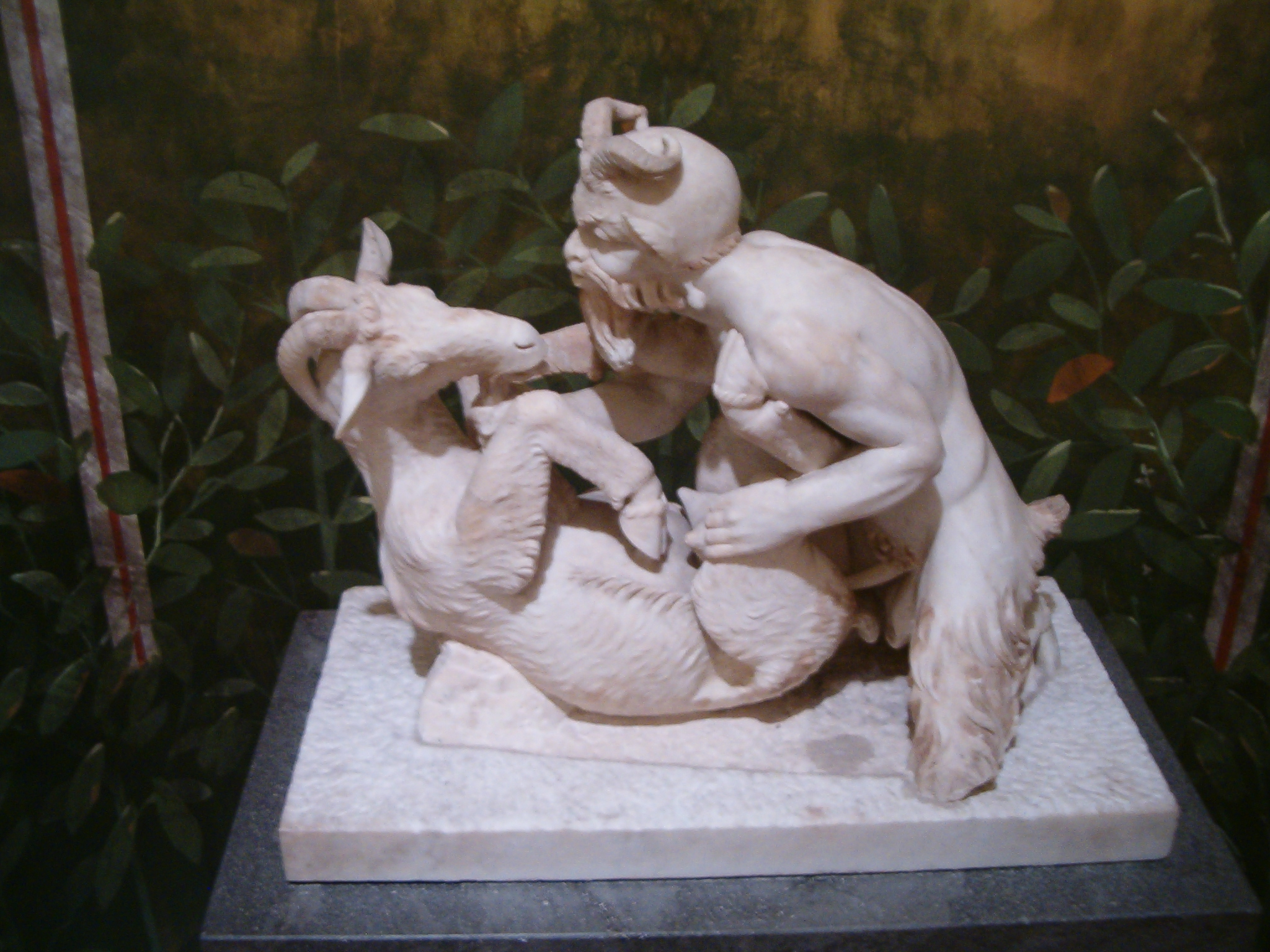
El Dusio fue identificado con Pan (en la foto), Faunus, Silvanus e Inuus como un dios que fertilizaba desenfrenadamente.

El lexicógrafo Papias, escribiendo en la década de 1040, dice que los Dusii son aquellos a quienes los romanos llaman Fauni ficarii . El adjetivo ficarius proviene de ficus, " fig ", y se aplica a Fauno con la frecuencia suficiente para sugerir un epíteto divino. "Figgy" puede referirse al poder fructífero del dios, o puede ser una referencia lasciva a los conocidos hábitos de penetración aleatoria de los faunos (ver también Ino ), ya que "fig" era la jerga griega para "ano "y jerga latina para" dolor de ano "  y luego" vagina ". Las matronas romanas llevaron a cabo un ritual de fertilidad que incluía ramitas y savia de la higuera macho para Juno Caprotina, posteriormente identificada con Juno Sospita, que vestía piel de cabra.
Plinio observa que el higo silvestre (llamado caprificus, "cabra-higo, caprifig ", porque era alimento para cabras) genera "moscas" o avispas del higo llamadas ficarii ( ficarios culices caprificus generat ). El adjetivo ficarius caracteriza a los "faunos higos" y sus contrapartes los dusii por sus actos de fertilización en serie y enjambres.
En la Vida de San Richarius del siglo VIII, dusii hemaones o dusii manes  también ocurren en un entorno hortícola. Richarius, nacido ca. 560 en Amiens, Picardía, fue convertido al cristianismo por misioneros galeses. Su vita registra una creencia entre sus compañeros picardos en el norte de la Galia de que los dusi, llamados maones en algunas recensiones, roban cosechas y dañan huertos. Estos seres agrícolamente peligrosos aparecen en otros autores medievales como Mavones, maones, melenas y " magonianos ", siendo estos últimos ladrones de cultivos aerotransportados desde una tierra mítica ubicada en las nubes.
Es menos que evidente cómo dusii podría ser una forma sobreviviente de los Manes, dioses infernales que eran sombras de los muertos, o ser considerados piratas aéreos. Isidoro ofrece una pista cuando dice que los Manes son dioses de los muertos, pero su poder se encuentra entre la luna y la tierra, la misma región de nubes a través de la cual viajaban los magonianos. Esta existencia aerotransportada recuerda la caracterización de Agustín de los Dusii como "aéreos en sustancia", y apunta hacia las "historias" artúricas que involucran demonios incubos, "criaturas que mezclan lo angelical y lo demoníaco, que habitan el espacio incierto entre el sol y la luna". Las narrativas románticas medievales sugieren que las mujeres fantasean con estos encuentros sexuales, aunque es probable que los autores varones representen una visita como aterradora, violenta y diabólica.

## Tradición sobreviviente
Los dusii se encuentran entre las influencias sobrenaturales y las prácticas mágicas que amenazan los matrimonios, como señaló Hincmar en su tratado del siglo IX De divortio Lotharii ("Sobre el divorcio de Lothar "): "Se ha descubierto que algunas mujeres se han sometido a acostarse con Dusii en forma de hombres que ardían de amor ". En el mismo pasaje, Hincmar advierte sobre hechiceras ( sorciariae ), brujas ( strigae ), vampiros femeninos ( lamiae ) y magia en forma de "objetos hechizados por hechizos, compuestos de huesos de muertos, cenizas y brasas muertas, cabello tomados de la cabeza y el pubis de hombres y mujeres, hilos multicolores, varias hierbas, conchas de caracoles y trozos de serpiente ".

Escudo de armas prusiano del siglo XIX que representa a " hombres salvajes " del bosque

La forma Dusiolus, un diminutivo, aparece en un sermón con los seres aquatiquus (de aqua, "agua") y Geniscus, posiblemente una forma del genio romano o del genio galo Cucullatus cuya forma encapuchada sugería o representaba un falo . Según los "campesinos" ( rustici homines ), estos y las brujas amenazan a los bebés y al ganado.
Gervasio de Tilbury ( ca. 1150-1228) trata de dusii en su capítulo sobre lamiae y " larvas nocturnas ". Aunque se basa directamente en Agustín, llamando a los dusii incubi y comparándolos con Silvanuses y Pans, los considera sexualmente amenazantes tanto para hombres como para mujeres.
Los dusios se fusionan más tarde con el concepto de hombre salvaje ; Todavía en el siglo XIII, Tomás de Cantimpré afirmó que los dusii todavía eran una parte activa de la práctica y las creencias de culto . En su alegoría sobre las abejas, Tomás declara que "vemos las muchas obras del demonio Dusii, y es por estas que la gente solía consagrar las arboledas cultivadas de la antigüedad. La gente de Prusia todavía cree que los bosques les están consagrados ; no se atreven a cortarlos, y nunca ponen un pie en ellos, excepto cuando desean sacrificarlos a sus propios dioses ". En el siglo XVII, Johannes Praetorius conjeturó bastante alocadamente que los dusios deberían ser drusios, conectados con el dios Silvano y los bosques y con la palabra "druida". El folclorista irlandés del siglo XIX Thomas Crofton Croker pensó que los dusii eran una forma de espíritus del bosque o domésticos, y los trata en un capítulo sobre elfos .